# Obrona Kupiczowa
Obrona Kupiczowa – walki obronne we wsi Kupiczów na Wołyniu przed siłami Ukraińskiej Powstańczej Armii w okresie między listopadem 1943 a kwietniem 1944 roku, w tym dwie bitwy z UPA, które odbyły się 12 i 22 listopada 1943, kiedy polski oddział partyzancki Armii Krajowej pod dowództwem porucznika Władysława Czermińskiego "Jastrzębia" dwukrotnie przychodził czeskim mieszkańcom wsi z odsieczą. W rezultacie AK uzyskała kontrolę nad Kupiczowem włączając go w system polskiej samoobrony.

## Geneza
Kupiczów to wieś położona na wzgórzu, z dala od głównych szlaków komunikacyjnych. Lokalizacja ta oraz umocnienia wzniesione we wsi przez garnizon niemiecko-litewski sprawiały, że Kupiczów był dogodnym miejscem na bazę partyzancką. Ważne położenie Kupiczowa zauważał Inspektorat Rejonowy AK w Kowlu, obawiając się zajęcia wsi przez UPA, co wiązałoby się z zagrożeniem dla położonych 12 kilometrów na południe Zasmyk.
Czesi zamieszkujący Kupiczów starali się zachować neutralność wobec działań OUN-UPA, jednocześnie niosąc pomoc Żydom jak i Polakom eksterminowanym w czasie rzezi wołyńskiej. W kwietniu 1943 roku odrzucili propozycję banderowców dotyczącą wspierania tego ruchu. Ukraińcy w następnych miesiącach ponawiali to żądanie dając do zrozumienia, że brak współpracy zostanie potraktowany jako deklaracja wrogości. Jedynie obecność załogi niemiecko-litewskiej chroniła Kupiczów przed opanowaniem przez UPA.
Gdy rozeszły się pogłoski o rychłym opuszczeniu Kupiczowa przez załogę niemiecko-litewską, Czesi zdecydowali się opowiedzieć po stronie polskiej. Czeska organizacja konspiracyjna "Aktyw" wysłała 9 listopada 1943 emisariuszy do Zasmyk, którzy uzgodnili zasady współpracy z Polakami. Ustalono m.in., że w Kupiczowie będzie stacjonował polski oddział partyzancki.
11 listopada 1943, wkrótce po opuszczeniu wsi przez Niemców i Litwinów, grupa upowców zajęła plebanię w Kupiczowie biorąc 4 zakładników, w tym pastora Jana Jelinka, z żądaniem podporządkowania wsi UPA. Grożono zamordowaniem 40 Czechów w razie odmowy współpracy. Jednakże pod naciskiem tłumu mieszkańców, którzy przyszli pod plebanię, upowcy opuścili Kupiczów. W nocy wokół wsi pojawiły się bojówki ukraińskie, co Czesi odebrali jako przygotowanie do ataku. Do Zasmyk wysłano emisariusza z prośbą o odsiecz.

## Walki obronne

### Pierwsza bitwa
12 listopada 1943 roku o świcie, po nocnym marszu, oddział "Jastrzębia" przybył z Zasmyk do Kupiczowa i wspólnie z czeską samoobroną zaatakował oddziały upowskie. Po krótkiej walce, w której zginął jeden Ukrainiec, wieś została opanowana przez AK. 
Ukraińcy próbowali odbić osadę, lecz ich próba zakończyła się niepowodzeniem. Przez cały dzień trwały walki o różnej intensywności pomiędzy Ukraińcami a Polakami i Czechami. Strona ukraińska zaangażowała do nich chłopów uzbrojonych w narzędzia gospodarskie (widły, siekiery), zapewniając sobie przewagę liczebną. Atak ukraiński został wieczorem odparty. Według Władysława i Ewy Siemaszków w boju zginęło 27 Ukraińców, w tym dowódca sotni Pohrebniak (ps. Kurszun lub Korsuń). Obrońcy mieli trzech rannych.
W kolejnych dniach oddział "Jastrzębia" powrócił do Zasmyk, jednak w Kupiczowie pozostała czterdziestoosobowa placówka AK. W polskim dowództwie pojawiły się wątpliwości dotyczące utrzymywania pozycji w Kupiczowie, z obawy przed nadmiernym rozproszeniem sił. Pomimo tych obaw, mjr Jan Szatyński-Szatowski "Kowal" sprzeciwił się wycofaniu. Józef Turowski pisał że, Szatyński-Szatowski zawarł na piśmie umowę z Czechami z Kupiczowa, na mocy której mieli oni wystawić pluton wojska i zapewnić wyżywienie załodze kupiczowskiej, w zamian za obronę przed UPA na równi z ludnością polską. Obie strony dotrzymały warunków umowy.

### Druga bitwa
22 listopada 1943 roku oddziały banderowców przeprowadziły zmasowany atak na Kupiczów, wykorzystując ponad tysiąc ludzi, dwa działka i opancerzony sowiecki traktor z działkiem, określany jako "czołg". Miasteczko było atakowane jednocześnie ze wszystkich stron. Mieszkańcy gasili pożary wywołane przez wybuchy pocisków artyleryjskich, a sytuacja stawała się krytyczna, gdyż załoga kupiczowska walczyła resztkami sił i amunicji. Ludność czeska była gotowa bronić się za pomocą narzędzi gospodarskich (cepy, widły, siekiery) i kijów.
Na pomoc oblężonym przybyły z Zasmyk oddział "Jastrzębia" oraz część oddziału AK por. Michała Fijałki "Sokoła", atakując pierścień oblężenia od zewnątrz. Kontrnatarcie nastąpiło w kilku kierunkach, zmuszając Ukraińców do wycofania się. W ręce Polaków i Czechów dostał się "czołg" (zepsuł się w trakcie boju), prezentowany w centrum wsi jako zdobycz wojenna.
W czasie bitwy doszło do spalenia niemal całej części Kupiczowa zamieszkanej zwarcie przez Ukraińców (ulicy odchodzącej od centrum w kierunku północno-wschodnim).

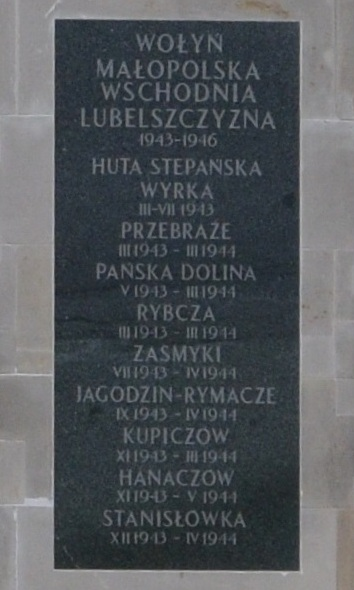
Tablica Grobu Nieznanego Żołnierza w Warszawie wymieniająca walki o Kupiczów

## Dalsze losy Kupiczowa
Kupiczów został podporządkowany bazie polskiej samoobrony w Zasmykach, przyjmując wielu polskich uchodźców i stając się bazą wypadową dla AK. We wsi założono szpital partyzancki i wzmocniono siłę polskiej załogi do 100 ludzi. 25 grudnia 1943 doszło do pozorowanego ataku UPA na Kupiczów, w wyniku którego zginął jeden akowiec (główny atak UPA wyprowadziła na miejscowości Janówka, Stanisławówka i Radomle).
14 kwietnia 1944 Armia Czerwona zajęła wieś.
Według Władysława i Ewy Siemaszków ukraińscy nacjonaliści zamordowali w Kupiczowie 2 Polaków, 14 Żydów i 14 Czechów.

### Walki zaczepne
26 listopada 1943 r. oddział partyzancki AK por. Władysława Czermińskiego ewakuował do Kupiczowa Czechów z Dażwy, rozpędzając uprzednio bojówki UPA znajdujące się we wsi. Akcja oddziału odbyła się na prośbę ludności czeskiej.
W końcu listopada 1943 r. oddział samoobrony z Kupiczowa wyparł z Nyrów siły UPA, które uznano za zagrożenie dla kupiczowskiego ośrodka. Doszło do spalenia wsi. 

## Upamiętnienie
Od 2017 roku obronę Kupiczowa przed UPA upamiętnia tablica przy Grobie Nieznanego Żołnierza w Warszawie.